# 丰谷镇
丰谷镇，是中华人民共和国四川省绵阳市涪城区下辖的一个乡镇级行政单位。2019年12月，撤销关帝镇，将其所属行政区域划归丰谷镇管辖，丰谷镇人民政府驻团结路19号。

## 行政区划
丰谷镇下辖以下地区：
第一社区、第二社区、第三社区、团结村、胜利村、工农村、新建村、和平村、民杨村、致富村、建设村、李家桥村、回龙沟村和兴隆沟村。